# Simon Lundin

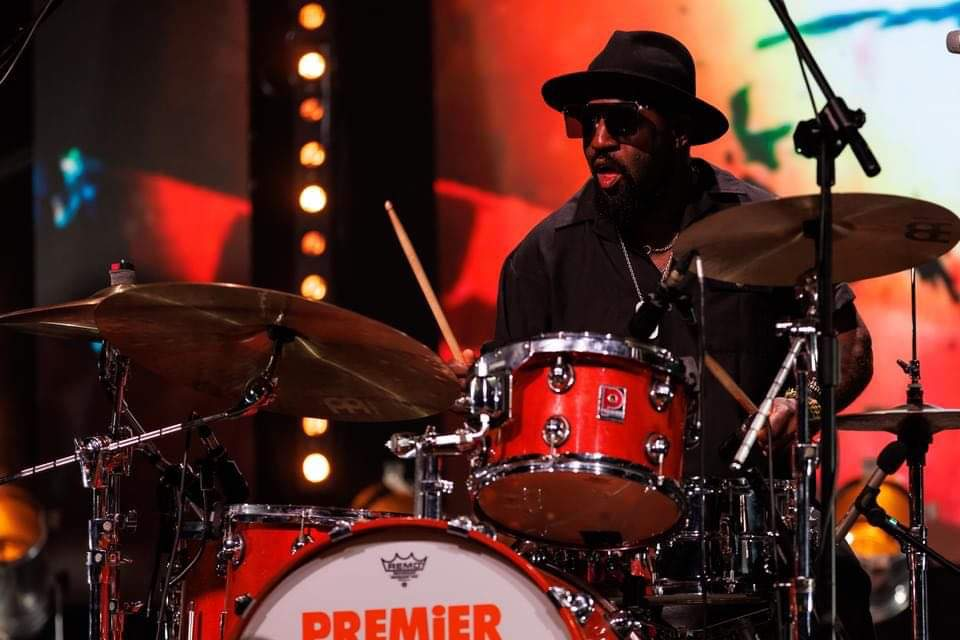
Simon Lundin

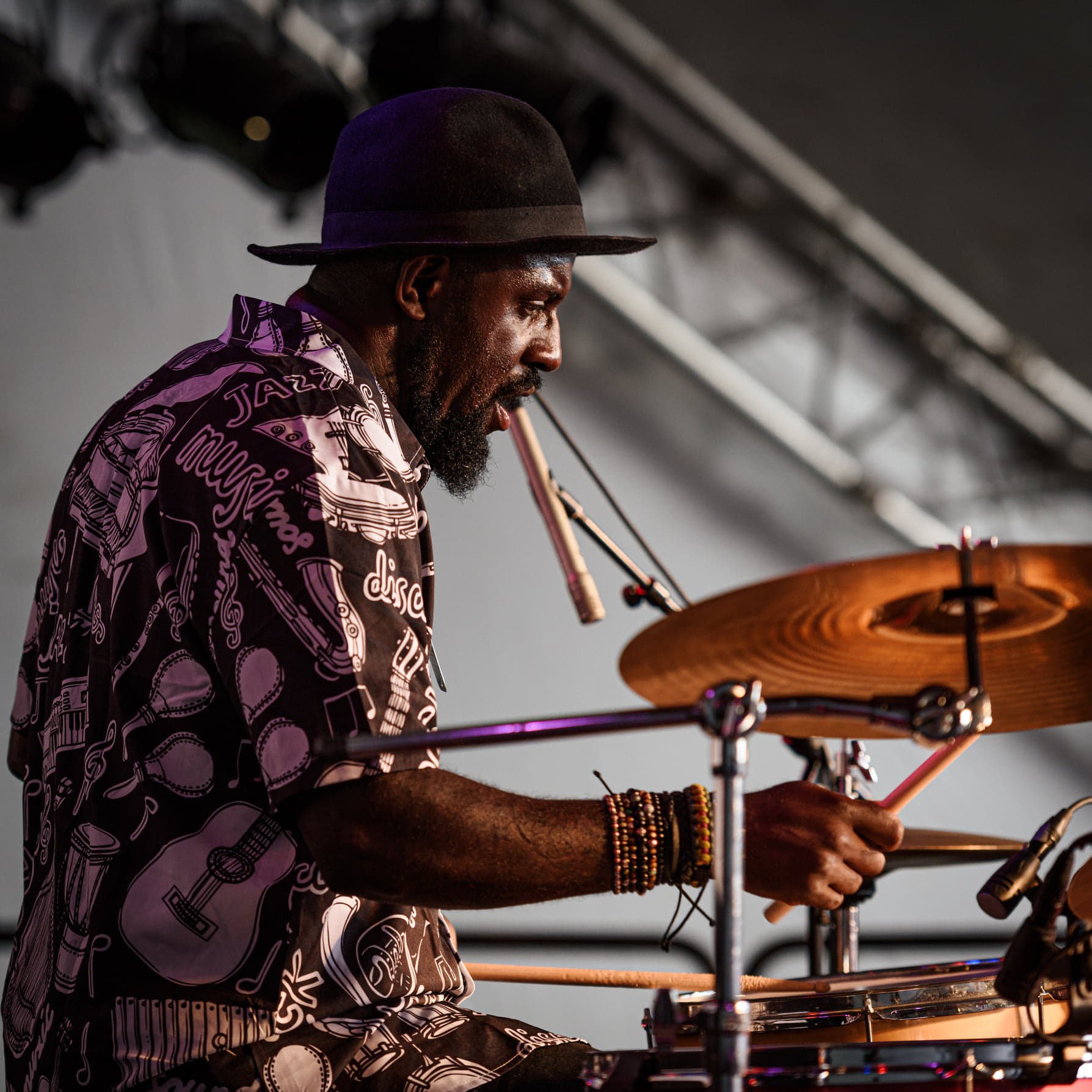
Simon Lundin Drums

Simon Hervé Lundin, född 17 november 1981 i Port-au-Prince i Haiti, är en svensk trumslagare.  År 2005 nominerades han till Guldklaven som årets trummis.
Mellan 2003 och 2009 spelade han i dansbandet Expanders. Sedan 2009 spelar Lundin med coverbandet The Hound dogs Samt  67 Purple Fishes, Pepita Slappers. 2013 Blueberry Hill  2014 Joakim Wall Band. 2019 Pepita Slappers. 2022 Teddie Ericsson Band. 2022 Vinnare av Swedish Blues Challenge (SBC) Halmstad. Representerar Sverige i (EBC) European Blues Challenge in Chorzow 2023 

## Karriär
Lundin är en flitig musikartist och spelar bland annat i följande band:

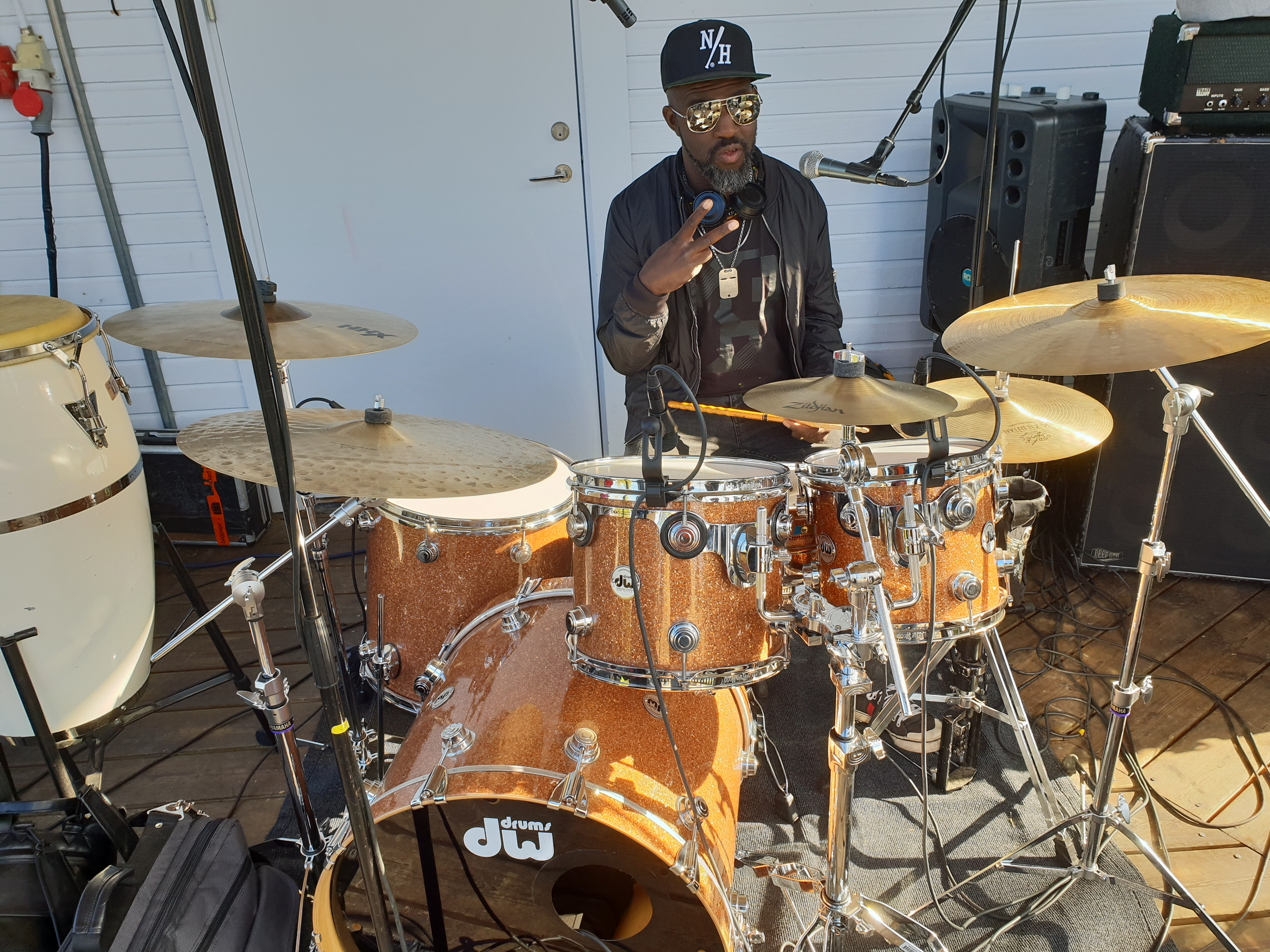
Simon Lundin Drums

- 67 Purple Fishes
- Teddie Ericsson
- The Hound Dogs
- Pepita Slappers
- Old Mans Will
- Simon Lundin DrumsJoakim Wall
- Blueberry Hill
- From The Band
- Fältartisterna
- Simon Lundin Drums Freelance Drummer
- The Musical Express

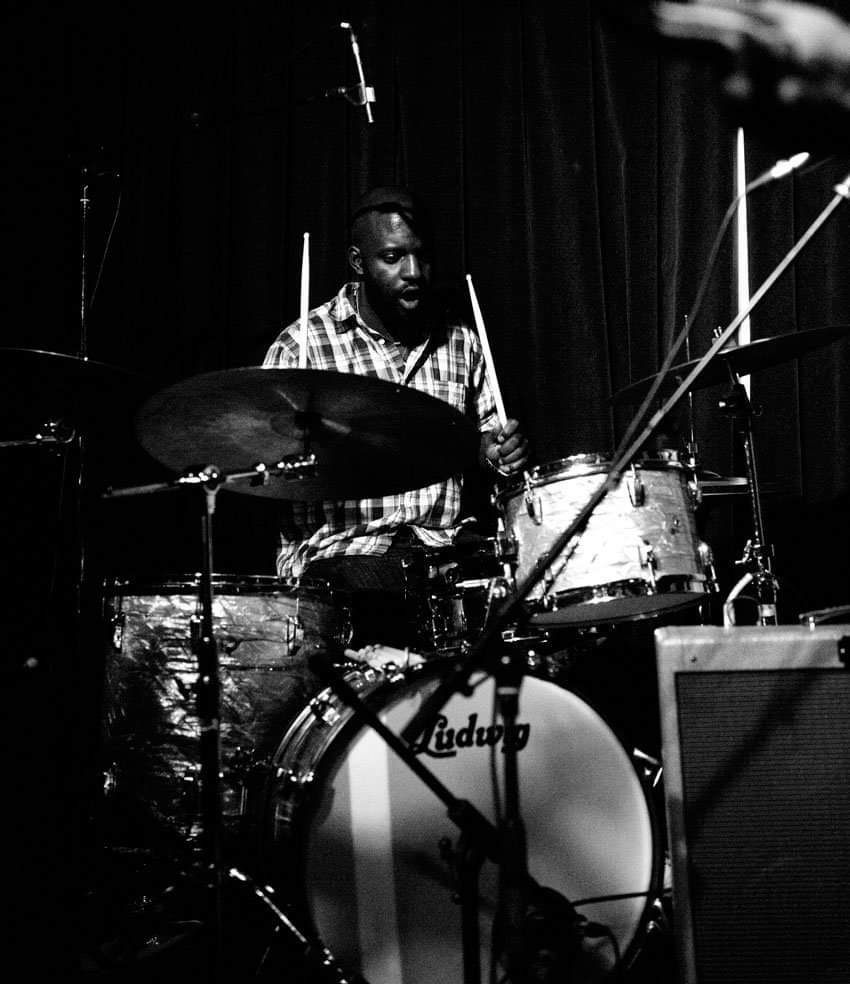
Simon Lundin Drums

Han har tidigare även spelat trummor i R&B-gruppen Funkservice International.
Tillsammans med kompbandet The Buddies har Lundin somrarna 2012, 2013 och 2014  2015 2016 turnerat med artisten Brolle.
Vidare har Lundin spelat med artister som  Teddie Ericsson.Peter Lemarc.Andreas Jonsson. Nicke Borg.Uno Svenningsson.Lisa Ajax. Magnus Carlsson Tommy Nilsson, Lotta Engberg, Brolle, Markoolio, Charlotte Perelli, Linda Bengtzig. Nanne Grönwall. Patrik Isaksson. Martin Stenmark. Mimi Werner.Anneli Ryde.The Boppers. Magnus Nordlund. Robin Bengtsson. Jessica Andersson.  Per Ödberg trio, Jung, Danny Wally, Ronny Eriksson, Roger Pontare, Jill Johnson, Stanley Jordan, Bob Brozman, Nikke Ström, Rolf Wikström, Movits! och David Morin trio.

## Källor

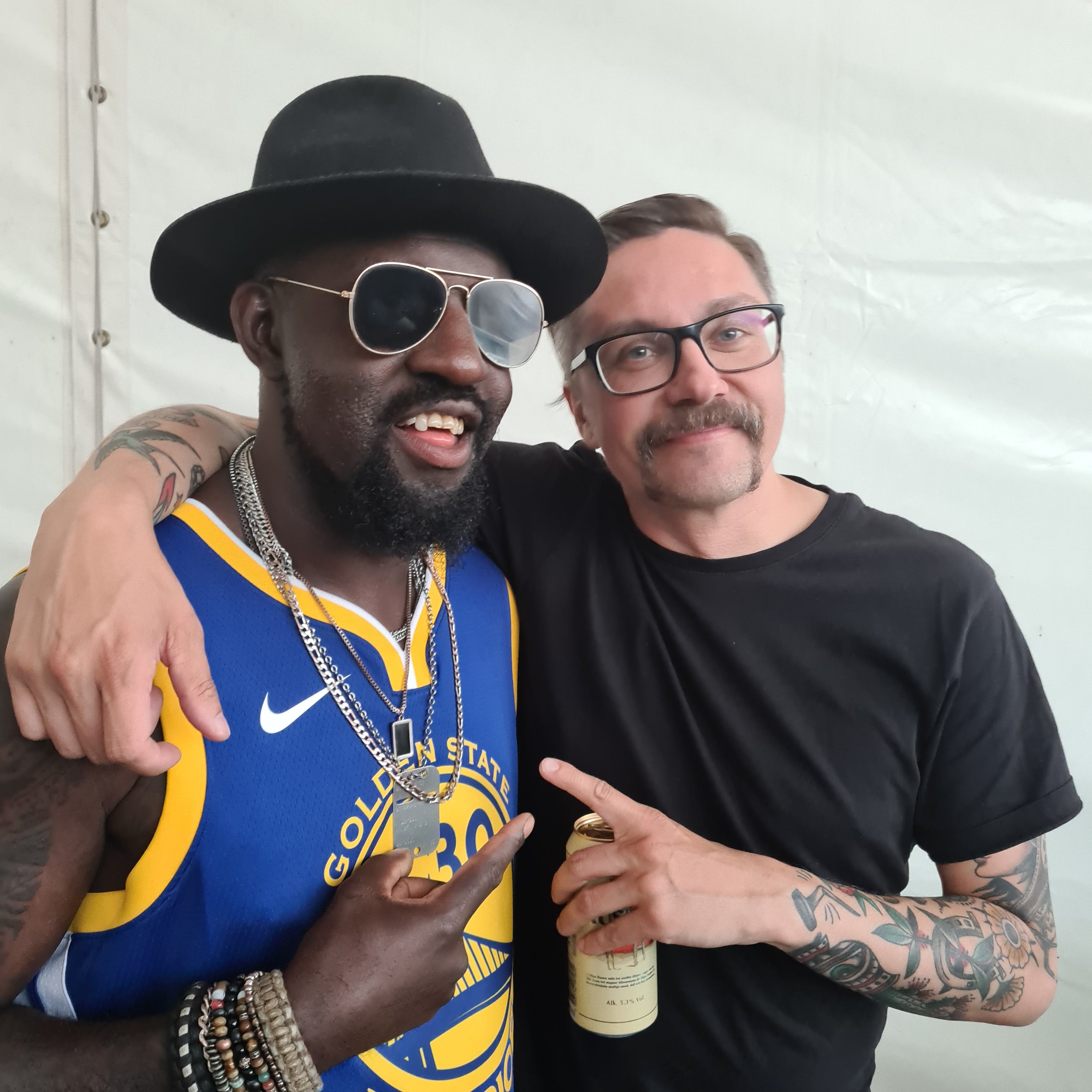
Simon Lundin Drums

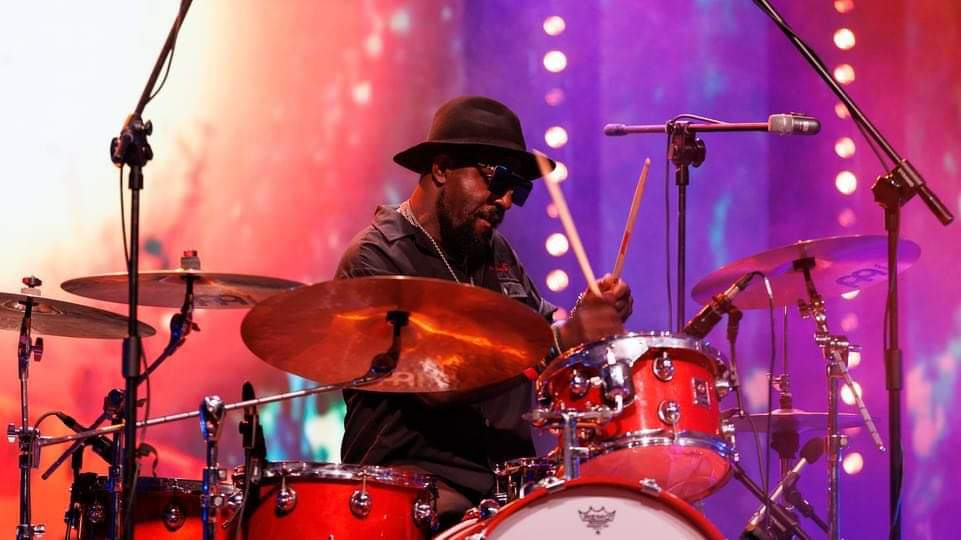
Simon Lundin Drums